# Benajasz

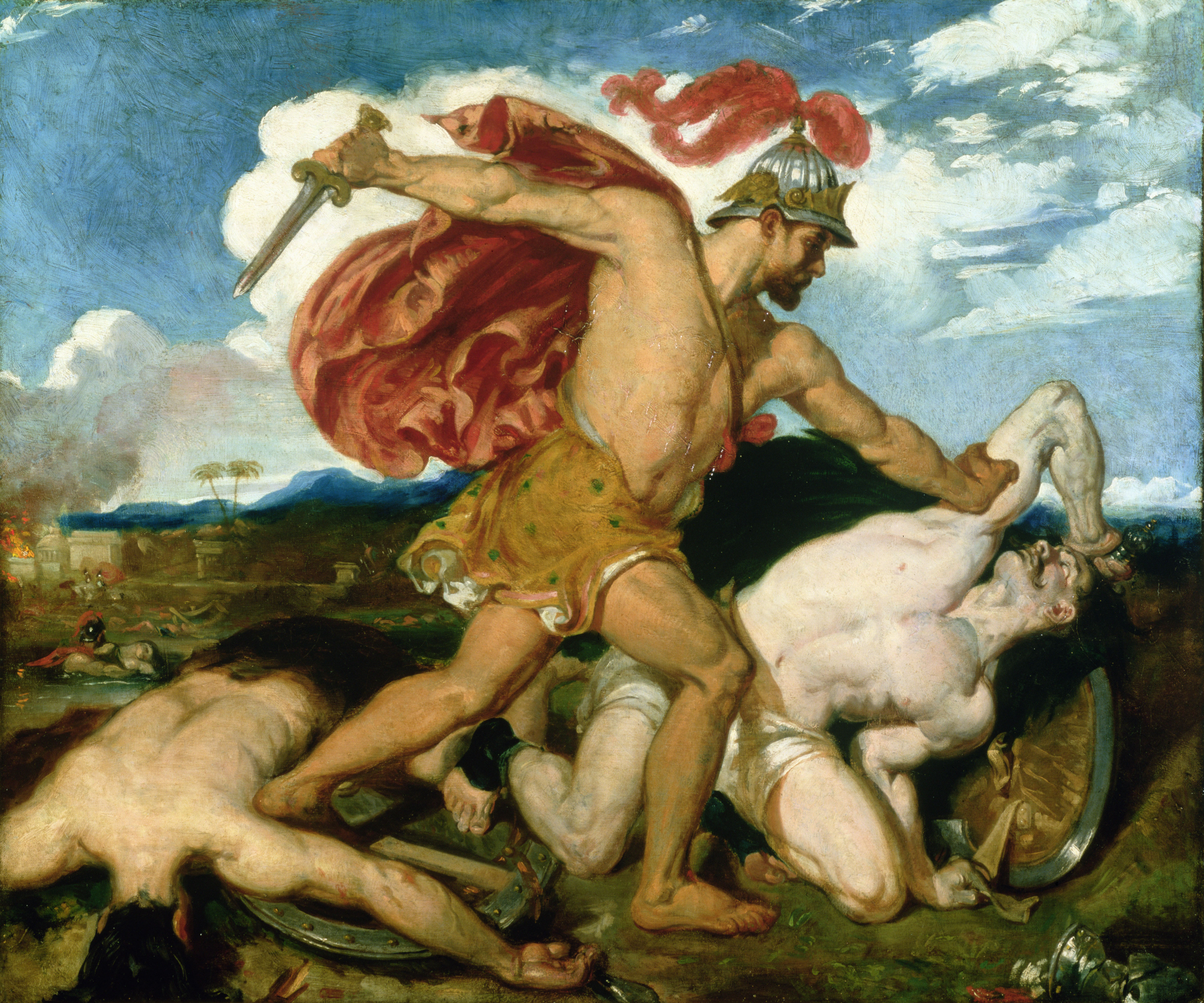
W centrum Benajasz z płaszczem, hełmem i mieczem w prawej ręce. Ma zabić Moaba, znajdującego się po prawej.

Benajasz (hebr. בניהו Jahwe zbudował) – postać biblijna ze Starego Testamentu.
Najlepiej znanym z kilku ludzi o tym imieniu był kapitan przybocznej gwardii króla Dawida, lojalny wobec króla nawet wtedy, gdy Adoniasz próbował przejąć tron. Benajasz odegrał wiodącą rolę w uzyskaniu władzy przez Salomona i został dowódcą jego wojsk. Patrz 2 Sm 8,18 i 1 Krl 1-2
Źródło: Słownik Postaci Biblijnych. [dostęp 2015-12-26].